# Manuel Buceta del Villar
Manuel Buceta del Villar (Portas, 8 d'abril de 1808 - Màlaga, 3 de febrer de 1882) fou militar liberal espanyol.

## Biografia
Fill natural de María Buceta del Villar, va ingressar com a caporal primer en les Milícies populars i va participar en les Guerres Carlistes com a sergent primer, destacant-se des d'un principi pel seu tarannà liberal. En la revolució de 1846 era comandant de la Guàrdia Civil i en companyia del general Solís va marxar cap a La Corunya formant part de la primera divisió, integrada pels regiments provincials de Gijón i Segòvia, un batalló d'Infanteria de Zamora, una companyia de "Guies de la Llibertat", 120 carrabiners, 20 cavalls i dues peces d'artilleria. Però l'aixecament va fracassar i Miguel Solís Cuetos va ser afusellat amb altres a Carral el 26 d'abril, i Buceta va fugir disfressat de dona a Portugal.
A l'any següent està a Madrid participant en els moviments liberals populars que preparaven la revolució de 1848 a Madrid, que dirigeix; però és detingut i ha d'escollir el camí de l'exili fins que en 1850 és amnistiat i retorna de nou al servei actiu. Va tenir part molt activa en el pronunciament militar de juliol de 1854 que va determinar el triomf del Partit Progressista i el retorn de Baldomero Espartero a Espanya. Buceta és nomenat coronel i és destinat al càrrec de governador militar de la plaça de Melilla. Va aconseguir èxits importants combatent als rifenys, qui el coneixien per l'àlies de "Farruco". Ascendeix a brigadier i fins a 1857 roman com a Governador de Melilla, lluitant al costat del general O'Donnell. Posteriorment passa a Cuba i després, com a Governador de Samaná a l'illa de Santo Domingo, on va realitzar una molt important labor entre la població indígena. Allí va fundar la població "Flechas de Colón", contribuint a pacificar la província insurrecta de Santiago de los Caballeros, exercint més tard de Cap segon de la Capitania general de Santo Domingo durant la Guerra de la Restauració (1863-1865).
En 1866 torna a Madrid i, en produir-se la revolució de 1868, Buceta està empresonat a Peníscola. Una vegada en llibertat és de nou destinat a Cuba, participant en diversos fets d'armes per després ser nomenat Governador militar de Màlaga. Quan es trobava destinat a Girona en 1873, va ser arrestat pel Capità general de Catalunya i lloc en llibertat al començament de l'any següent. En 1879, estant de comandant general del Camp de Gibraltar i destinat a la reserva, tres vegades va ser proposat per a tinent general, però donats els seus ideals liberals, el seu nom va ser rebutjat. Manuel Buceta del Villar va morir a Màlaga el 3 de febrer de 1882.